# مانفريدي بورتيو
مانفريدي بورتيو (بالإسبانية: José Manfredi Portillo Hernández) هو لاعب كرة قدم سلفادوري في مركز الوسط، ولد في 15 يوليو 1985 في Moncagua ‏ في السلفادور. شارك مع منتخب السلفادور تحت 20 سنة لكرة القدم ومنتخب السلفادور تحت 23 سنة لكرة القدم ومنتخب السلفادور لكرة القدم. أما مع النوادي، فقد لعب مع C.D. Vista Hermosa ‏.

## وصلات خارجية
- مانفريدي بورتيو على موقع قاعدة بيانات كرة القدم.إي يو (الإنجليزية)
- مانفريدي بورتيو على موقع ناشيونال فوتبول تيمز (الإنجليزية)